# Споменици општине Источно Ново Сарајево
Општина Источно Ново Сарајево је релативно млада општина настала у посљератном периоду, и споменици који се налазе на њеној територији су углавном подигнути у славу војних и полицијских структура Републике Српске. Највећи дио споменика се налази у самој урбаној зони општине, док се на територији општине, налази и војничко гробље, у коме су сахрањени борци Војске Републике Српске, као и руски добровољци који су погинули у одбрани српског народа, на сарајевским ратиштима.
| Слика | Назив                                             | Локација | Адреса                     | Напомена |
| ----- | ------------------------------------------------- | -------- | -------------------------- | --- |
|       | Споменик Слава српском борцу                      | Лукавица | Стефана Немање             | Споменик погинулим борцима Војске Републике Српске. |
|       | Спомен обиљежје Специјалној бригади полиције      | Лукавица | Стефана Немање             | Споменик погинулим припадницима Специјалне бригаде полиције. |
|       | Спомен обиљежје Зорану Цвијетићу                  | Лукавица | Вука Караџића              | Спомен обиљежје на мјесту погибије Зорана Цвијетића, првог начелника Служби безбиједности сарајевско-романијске регије. |
|       | Спомен крст у Миљевићима                          | Миљевићи | Београдска                 | Спомен крст на Војничком гробљу у Миљевићима. |
|       | Споменик Гаврилу Принципу                         | Лукавица | Градски парк               | Споменик Гаврилу Принципу откривен на Видовдан 2014. године. |
|       | Стећак кнеза Павла                                | Лукавица | Спасовданска               | Поводом 10. јубиларног Међународног фестивала документарног и кратког играног филма "Први кадар" откривена је реплика стећка кнеза Павла испред Културног центра у Источном Новом Сарајеву.                                   |
|       | Споменик Виталију Чуркину                         | Лукавица | Цара Лазара                | У Источном Новом Сарајеву у понедјељак 6. новембра 2017. године, испред Галерије Кућански, откривен је споменик руском дипломати Виталију Чуркину.                                                                            |
|       | Спомен биста народном хероју Славиши Вајнеру Чичи | Лукавица | Ђенерала Драже Михаиловића | Спомен обиљежје народном хероју Славиши Вајнеру Чичи, се налази поред стадиона Славија, на простору некадашње касарне ЈНА „Славиша Вајнер Чича”.                                                                              |
|       | Спомен биста Јовану Дучићу                        | Лукавица | Парк великана              | Спомен биста српском пјеснику и дипломати подигнута је у склопу источносарајевског Парка великана. |
|       | Спомен биста Срђану Кнежевићу                     | Лукавица | Парк великана              | Спомен биста командантну јединице „Бели вукови” подигнута је у склопу источносарајевског Парка великана. |
|       | Спомен биста Др Миодрагу Лазићу                   | Лукавица | Парк великана              | Спомен биста српском хирургу подигнута је у склопу источносарајевског Парка великана. |
|       | Спомен биста Патријарху Павлу                     | Лукавица | Парк великана              | Спомен биста српском патријарху подигнута је у склопу источносарајевског Парка великана. |
|       | Спомен биста Стевану Попову                       | Лукавица | Парк великана              | Спомен биста српском пилоту подигнута је у склопу источносарајевског Парка великана. |
|       | Спомен биста Светом Сави                          | Лукавица | Парк великана              | Спомен биста српском светитељу подигнута је у склопу источносарајевског Парка великана. |
|       | Спомен биста Светом Петру Сарајевском             | Лукавица | Парк великана              | Спомен биста српском светитељу подигнута је у склопу источносарајевског Парка великана. |
|       | Спомен биста Стаки Скендеровој                    | Лукавица | Парк великана              | Спомен биста српској учитељици подигнута је у склопу источносарајевског Парка великана. |
|       | Спомен биста Степи Степановићу                    | Лукавица | Парк великана              | Спомен биста српском војсковођи подигнута је у склопу источносарајевског Парка великана. |
|       | Спомен биста Алекси Шантићу                       | Лукавица | Парк великана              | Спомен биста српском пјеснику подигнута је у склопу источносарајевског Парка великана. |
|       | Споменик народном хероју Слободану Принциу Сељи   | Лукавица | Парк сунца                 | Спомен обиљежје народном хероју Слободану Принциу Сељи, се налази у парку сунца, на простору некадашње касарне ЈНА „Слободан Принцип Сељо”.                                                                                   |
|       | Споменик убијеној дјеци Српског Сарајева          | Лукавица | Карађорђева                | Споменик убијеној дјеци Српског Сарајева представља меморијално обиљежје у дворишту Основне школе "Свети Сава" у Источном Сарајеву, подигнуто У спомен на страдалу дјецу Српског Сарајева, током Одбрамбено-отаџбинског рата. |
|       | Спомен плоча на Врацама                           | Враца    | Војводе Момчила Ђујића     | Текст:"На овом мјесту 19. 05. 1992. године командант главног штаба Војске Републике Српске генерал Ратко Младић извршио је смотру два батаљона самоорганизованог народа општине Ново Сарајево."                               |
|       | Спомен плоча касарни "Слободан Принцип Сељо"      | Лукавица | Војводе Радомира Путника   | Спомен плоча подигнута на мјесту, капије касарне "Слободан Принцип Сељо". |
|       | Спомен соба                                       | Лукавица | Стефана Немање             | Спомен соба Војске Републике Српске, са музејском поставком. |
|       | Спомен костурница                                 | Миљевићи | Београдска                 | Спомен костурница се налази у склопу војничког гробља у Миљевићима |
|       | Војничко гробље у Миљевићима                      | Миљевићи | Београдска                 | На војничком гробљу су сахрањени борци Војске Републике Српске, као и руски добровољци који су се борили у Одбрамбено-отаджбинском рату, на сарајевском ратишту.                                                              |